# Стридор
Стридор (лат. «скрип» або «скрегіт») — це високий позагрудний звук дихання, що виникає в результаті турбулентного повітряного потоку в гортані або нижньому відділі бронхіального дерева. Він відрізняється від стертора, який є шумом, що виникає в глотці. Стридор — це фізична ознака, спричинена звуженням або закупоркою дихальних шляхів. Він може бути інспіраторним, експіраторним або двофазним, хоча зазвичай чути під час вдиху. Інспіраторний стридор часто виникає у дітей з крупом. Це може свідчити про серйозну обструкцію дихальних шляхів через важкі стани, такі як епіглотит, стороннє тіло, що застрягло в дихальних шляхах, або пухлина гортані. Стридор завжди повинен привертати увагу, щоб встановити його причину. Може знадобитися візуалізація дихальних шляхів медичними експертами, обладнаними для контролю дихальних шляхів.

## Причини
Стридор може виникнути в результаті:
- сторонні тіла (наприклад, аспіроване стороннє тіло, аспірований харчовий болюс);
- інфекції (наприклад, епіглотит, ретрофарингеальний абсцес, круп);
- підголосковий стеноз (наприклад, після тривалої інтубації або вроджений);
- набряк дихальних шляхів (наприклад, після інструментального обстеження дихальних шляхів, інтубації трахеї, побічної дії препарату, алергічної реакції);
- ларингоспазм (внаслідок аспірації, ГЕРХ або ускладнення анестезії)
- підголосова гемангіома (рідко);
- судинні кільця, що здавлюють трахею;
- тиреоїдит, такий як тиреоїдит Ріделя ;
- параліч голосових зв'язок ;
- трахеомаляція або трахеобронхомаляція (наприклад, колапс трахеї).
- вроджені аномалії дихальних шляхів присутні в 87 % всіх випадків стридору у немовлят і дітей.[1]
- васкуліт.
- інфекційний мононуклеоз
- паратонзилярний абсцес
- Набряк гортані є поширеною причиною стридору після екстубації (виникає внаслідок тиску ендотрахеальної трубки на слизову внаслідок занадто великої ендотрахеальної трубки (наприклад, у педіатрії), надування манжети та тривалого часу інтубації).);[2]
- пухлина (наприклад, папіломатоз гортані, плоскоклітинний рак гортані, трахеї або стравоходу);
- ALL (Т-клітинна ALL може проявлятися утворенням середостіння, яке стискає трахею та викликає інспіраторний стридор)

## Діагностика
Діагностується стридор в основному з допомогою анамнезу та фізичного огляду з метою виявлення основної проблеми чи стану.
Рентген грудної клітки та шиї, бронхоскопія, КТ та/або МРТ можуть виявити структурну патологію.
Також може бути дуже корисною гнучка волоконно-оптична бронхоскопія, особливо при оцінці функції голосових зв'язок або при пошуку ознак компресії чи інфекції.

## Лікування
Перше питання, яке викликає клінічне занепокоєння при стридорі, полягає в тому, чи потрібна негайна інтубація трахеї або трахеостомія. Зниження насичення киснем вважається пізньою ознакою обструкції дихальних шляхів, особливо у дитини зі здоровими легенями та нормальним газообміном. Деяким пацієнтам знадобиться негайна інтубація трахеї. Якщо інтубацію можна відкласти на певний період, можна розглянути низку інших потенційних варіантів залежно від тяжкості ситуації та інших клінічних деталей. До них належать:
- Вичікувальне лікування з повним моніторингом, киснем через маску для обличчя та положенням голови на ліжку для оптимальних умов (наприклад, 45–90 градусів).
- Використання розпиленого рацемічного адреналіну адреналіну (0,5-0,75 мл 2,25 % рацемічного адреналіну, доданого до 2,5-3 мл фізіологічного розчину) у випадках, коли набряк дихальних шляхів може бути причиною стридору. (Розпилений кодеїн у дозі, що не перевищує 3 мг/кг також можна використовувати, але не разом з рацемічним адреналіном [через ризик шлуночкових аритмій].)
- Застосування дексаметазону (Декадрон) 4–8 мг в/в кожні 8-12 год у випадках, коли причиною стридору може бути набряк дихальних шляхів; зауважте, що для повної дії дексаметазону може знадобитися деякий час (у діапазоні годин).
- Використання інгаляційного геліоксу (70 % гелію, 30 % кисню); ефект практично миттєвий. Гелій, будучи менш щільним газом, ніж азот, зменшує турбулентний потік у дихальних шляхах. Завжди забезпечуйте відкриті дихальні шляхи.

Було доведено що у пацієнтів з ожирінням підняття паннікулюса полегшує симптоми на 80 %.